# Чемпіонат Південної Америки з футболу 1927
Чемпіонат Південної Америки з футболу 1927 року — одинадцятий розіграш головного футбольного турніру серед національних збірних Південної Америки. Турнір відбувався в Лімі з 30 жовтня по 27 листопада 1927 року. Переможцем втретє стала збірна Аргентини, вигравши усі матчі на турнірі.
Турнір був також використаний як кваліфікація до літніх Олімпійських ігор 1928 року, в результаті якої збірні Аргентини та Уругваю отримали путівки на турнір, де обидві дійшли до фіналу.

## Формат
Відбірковий турнір не проводився. Від участі у турнірі відмовилась збірна Чилі, натомість вперше взяла участь збірна Перу, яка стала господарем турніру, зменшивши кількість учасників до чотирьох команд. Четверо учасників, Аргентина, Болівія, Перу і Уругвай, мали провести один з одним матч за круговою системою. Переможець групи ставав чемпіоном. Два очки присуджувались за перемогу, один за нічиєю і нуль за поразку. У разі рівності очок у двох лідируючих команд призначався додатковий матч.
Всі матчі були зіграні на стадіоні «Насьйональ» у Лімі, Перу.

## Підсумкова таблиця
| Збірна    | І | В | Н | П | ГЗ | ГП | Р   | О |
| --------- | - | - | - | - | -- | -- | --- | - |
| Аргентина | 3 | 3 | 0 | 0 | 15 | 4  | +11 | 6 |
| Уругвай   | 3 | 2 | 0 | 1 | 15 | 3  | +12 | 4 |
| Перу      | 3 | 1 | 0 | 2 | 4  | 11 | −7  | 2 |
| Болівія   | 3 | 0 | 0 | 3 | 3  | 19 | −16 | 0 |

| 30 жовтня 1927 |

| Аргентина                                                                  | 7–1 | Болівія      |
| -------------------------------------------------------------------------- | --- | ------------ |
| Луна 18', 56' Каррікаберрі 20', 36' Реканаттіні 24' (пен.) Сеоане 29', 79' |     | Альборта 42' |

| «Насьйональ», Ліма Арбітр: Бенхамін Фуентес (Перу) |

| 1 листопада 1927 |

| Уругвай                                  | 4–0 | Перу |
| ---------------------------------------- | --- | ---- |
| Ульоа 49' (аг) Сакко 52', 71' Кастро 75' |     |      |

| «Насьйональ», Ліма Арбітр: Консолато Най Фойно (Аргентина) |

| 6 листопада 1927 |

| Уругвай                                                                        | 9–0 | Болівія |
| ------------------------------------------------------------------------------ | --- | ------- |
| Петроне 18', 65', 81' Фігероа 19', 67', 69' Арремон 43' Кастро 68' Скароне 86' |     |         |

| «Насьйональ», Ліма Арбітр: Бенхамін Фуентес (Перу) |

| 13 листопада 1927 |

| Перу                                    | 3–2 | Болівія             |
| --------------------------------------- | --- | ------------------- |
| Нейра 31' Сарм'єнто 41' Монтельянос 43' |     | Бустаманте 13', 14' |

| «Насьйональ», Ліма Арбітр: Альберто Пароді (Чилі) |

| 20 листопада 1927 |

| Аргентина                                         | 3–2 | Уругвай          |
| ------------------------------------------------- | --- | ---------------- |
| Реканатіні 56' (пен.) Луна 70' Канавессі 85' (аг) |     | Скароне 33', 79' |

| «Насьйональ», Ліма Арбітр: Девід Тернер (Англія) |

| 27 листопада 1927 |

| Аргентина                                         | 5–1 | Перу          |
| ------------------------------------------------- | --- | ------------- |
| Феррейра 1', 30' Мальйо 22', 25' Каррікаберрі 38' |     | Вільянуева 3' |

| «Насьйональ», Ліма Арбітр: Вікторіо Гарібоні (Болівія) |

## Чемпіон

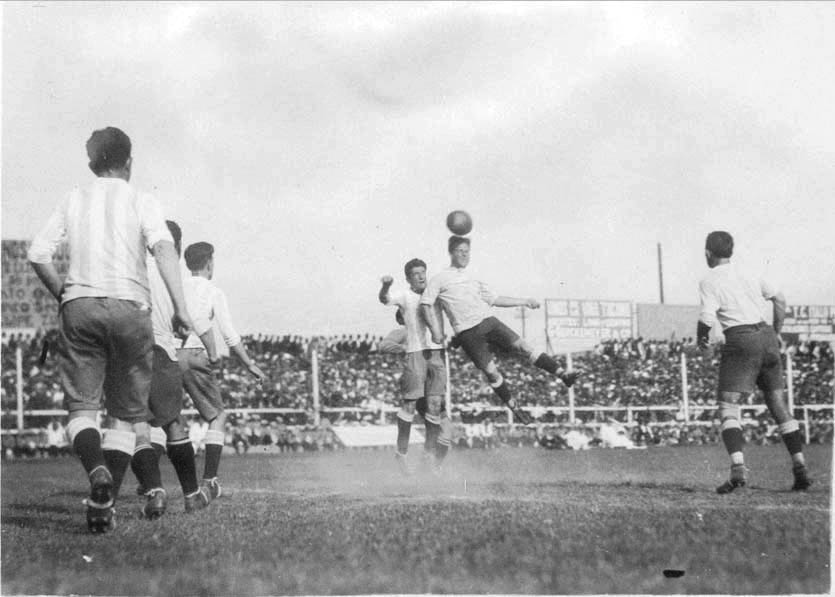
Вирішальний матч турніру Аргентина — Уругвай.

| Чемпіон Південної Америки 1927 |
| ------------------------------ |
| Аргентина 3-й титул            |

## Найкращі бомбардири
3 голи
- Альфредо Каррікаберрі
- Сегундо Луна
- Роберто Фігероа
- Педро Петроне
- Ектор Скароне

2 голи
- Мануель Феррейра
- Хуан Мальйо
- Умберто Реканаттіні
- Мануель Сеоане
- Хосе Бустаманте
- Ектор Кастро
- Антоніо Сакко